# 成瀬友梨
成瀬 友梨（なるせ ゆり、1979年（昭和54年） - ）は、日本の若手建築家。成瀬・猪熊建築設計事務所パートナー。

## 概要
猪熊純とユニットを組み、店舗内装、集合住宅、シェアハウス、住宅、別荘などの設計を行っている。

## 略歴
- 1979年　愛知県生まれ
- 2002年　東京大学工学部建築学科卒業
- 2004年　東京大学大学院工学研究科建築学専攻修士課程修了
- 2005～06年　成瀬友梨建築設計事務所主宰
- 2007年　成瀬・猪熊建築設計事務所設立
- 2009年～2017年　東京大学工学系研究科 千葉学研究室特任助教

## 主な作品
- 白馬の別荘 (2006年)
- ひとへやの森
- ROOM101
- From One Sheet
- clothes poles
- 西武池袋本店　別館・書籍館パブリックスペース（2015年）[2]

- 高尾山スミカ（2018年）[3]

## 受賞
- INTERNATIONAL ARCHITECTURE AWARDS 2009
- DESIGN FOR ASIA AWARDS 2009 Merit Recognition
- 天童木工デザインコンクール2008　入選
- Colors Designer International Competition　Special Mentions
- 第5回SUSアルミニウムアワード大賞
- グッドデザイン賞2007 ROOM101
- 鎌倉市常盤住宅設計競技「良質な都市のストックとしての住宅」 審査員特別賞
- WORLD Space Creators Awards 大賞
- ROOMSデザインプレミオ最優秀賞
- 9坪ハウスコンペ優秀賞
- TEPCOインターカレッジデザイン選手権2003 佳作・優秀賞
- 日本建築士会連合懸賞設計競技2002 佳作